# 拔都兒
拔都儿（13世纪—1297年），元朝将领，阿速人。
拔都儿本来出自阿速，即高加索山脈北麓居住的奥塞梯人，被蒙哥征服后，移住上都宜興。拔都兒與兄兀作兒不罕、馬塔兒沙率部來歸。馬塔兒沙從蒙哥征伐麥各思城，為前鋒，身中二矢，奮戰克城。又從征南宋蜀地，至釣魚山，阵亡。
元世祖中统年间，拔都兒随从征讨李璮，围济南，经历二十余次战斗，忽必烈賞其納失思段九，命領一千阿速軍，以功充怯薛百户。后从塔不台南征，在金刚台（今河南省商城县附近）大败宋军。他对忽必烈说：「臣願從軍，為國效死。」忽必烈命充孛可孫，兼領阿速軍。至元二十三年（1286年），授廣威將軍、後衛親軍副都指揮使，賜虎符。至元二十四年（1287年）夏，随从忽必烈征讨乃颜，在亦迷河（今属黑龙江省），生擒其将佥家奴、塔不台。賞鈔及衣段，加定遠大將軍。大德元年（1297年）去世。子別吉連、孙也連的襲位。

## 延伸阅读
[在维基数据编辑]
 《元史/卷132》，出自宋濂《元史》
 《新元史/卷154》，出自柯劭忞《新元史》